# Momiță

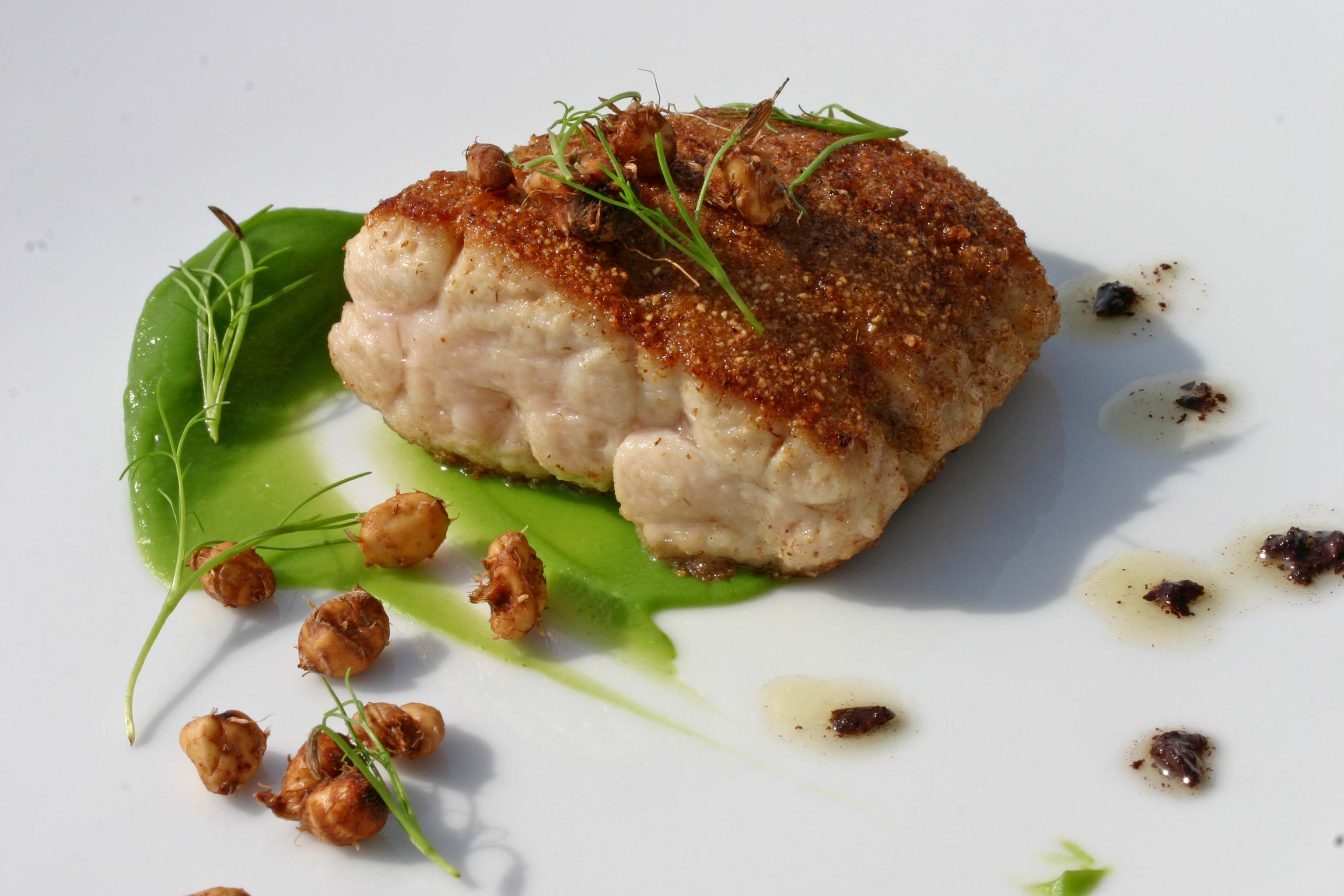
Momiță gătită.

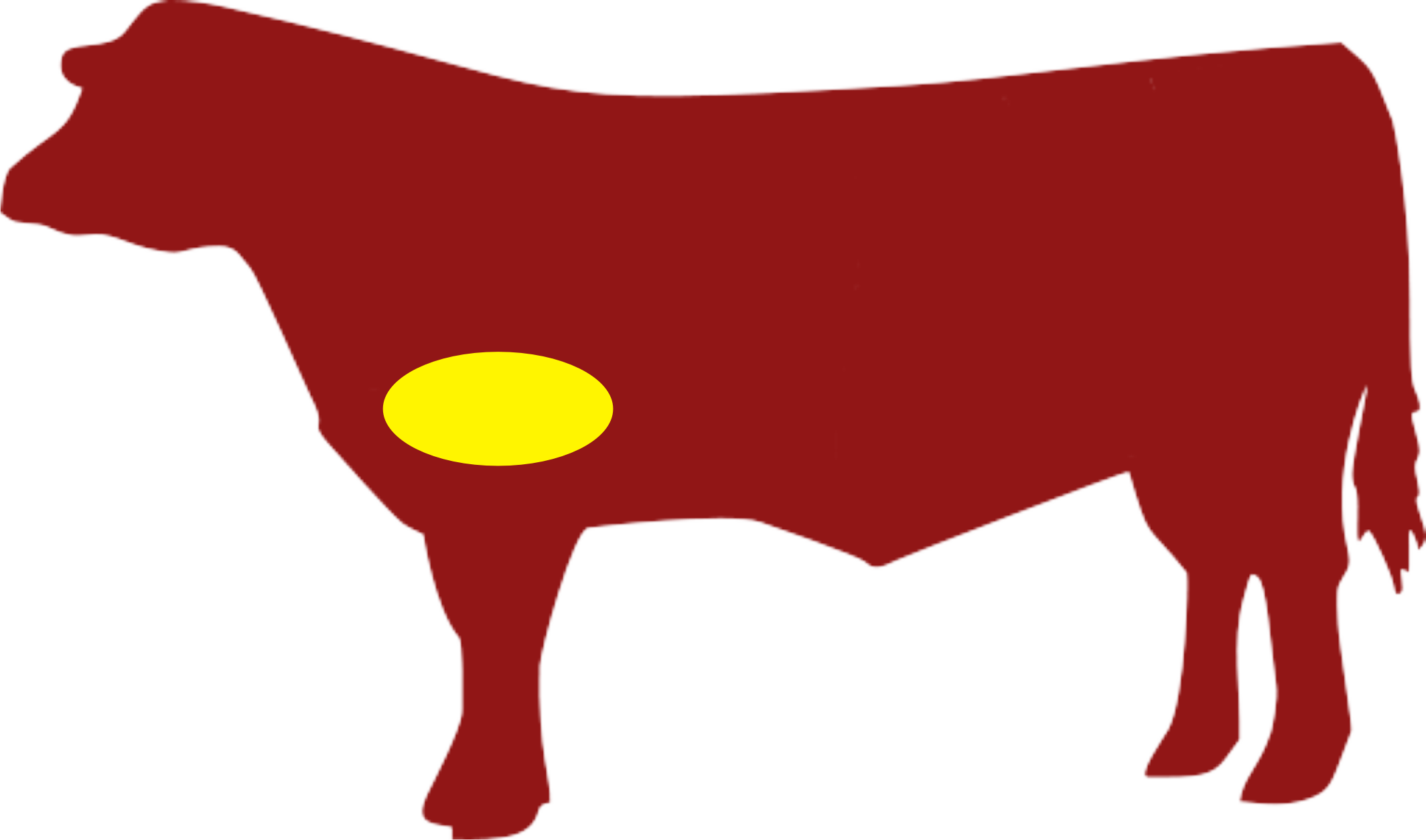
Poziția momiței într-un bovin.

Momița este un termen culinar care se referă la glanda care este localizată în mediastinul cranian la toate mamiferele domestice, deși mai dezvoltat la bovine și porcine, unde este format dintr-o porțiune cervicală și o porțiune craniană, iar filogenetic corespunde timusului uman. Cântărește în jur de 250-300 de grame, și este una dintre cele mai apreciate organe mulțumită delicateței și gustului său fin. Are o consistență moale, spongioasă și o culoare albicioasă.
Momița are o structură asemănătoare creierului, dar este oarecum mai fermă și este bogată în potasiu, vitamina C și purine.
La pregătire, momița este înmuiată în apă, opărită cu apă fierbinte și separată de piele, cartilaj și zone sângeroase. Apoi, trebuie lăsată să se răcească sub o presiune ușoară (de exemplu, folosind o placă de bucătărie ponderată), ceea ce împiedică contracția ulterioară. De asemenea, este obișnuit ca momița să steie în apă sărată timp de aproximativ 20 de minute la foc mic înainte de prelucrarea ulterioară.
Momița de vițel poate fi preparată în mai multe moduri: în funcție de rețetă, este fiartă, afumicată, prăjită la grătar sau coaptă.
Deoarece momița conține o mulțime de purină (500-600 mg la 100 g, corespunde la 1200-1500 mg acid uric), consumul ar trebui evitat de către persoane cu hiperuricemie și gută ca parte a unei diete bogate în carbohidrați.